# 山崎忠昭
山崎 忠昭（やまざき ただあき、1936年9月15日 - 1999年8月）は、日本の脚本家、放送作家。通称「ヤマチュー」。

## 略歴
新潟県出身。「新潟映研」で佐藤忠男の面識を得る。
早稲田大学第一文学部演劇学科卒業後、大学院に進むも中退。在学時はワセダミステリクラブの創設に参加した。
1960年、日活が制作する“無国籍アクション”作品の脚本・企画にフリーの立場で関わるようになり、池田一朗に師事。1961年公開の映画『明日が私に微笑みかける』で脚本家デビュー。以降は『野獣の青春』（監督：鈴木清順）・『黒い賭博師 悪魔の左手』（監督：中平康）・『殺人狂時代』（監督：岡本喜八）などを執筆し、日本映画史に残るカルト映画の脚本家として知られるようになる。
1960年代後半にはテレビに活躍の舞台を移し、初期は『ハリスの旋風』『巨人の星』『ムーミン』『ルパン三世』など、黎明期のテレビアニメの脚本に参加した。その後は『九ちゃん!』『巨泉×前武ゲバゲバ90分!』などのバラエティ番組にも参加。また、親しいディレクターによるワイドショーの制作に参加するようになり、アニメの仕事に距離を置いて『テレビ三面記事 ウィークエンダー』などの構成作家を担当した。
ワイドショーの仕事に区切りがついた後年にはテレビアニメの仕事を再開するも、世代交代により面識ある関係者の多くが引退・死去していたことで執筆依頼が減少。この時期に参加した『聖闘士星矢』はあまり作品に馴染めず短期間で降板したといい、他の作品もうまくいかなかったことから、最終的に脚本の仕事が無くなってしまう。
雪室俊一によると、晩年はほとんど仕事に恵まれず、宗教雑誌の編集を手伝い何とか凌いでいたという。
1999年8月に死去。63歳没。独身で身寄りが無かったため、葬儀は福祉事務所により行われた。その死は約二か月後、所属する作家協会からの郵便物を受け取った自宅の大家が「あの人は死んだから、もう送らないでくれ」と電話をしたことで判明したという。

## 人物
大学での卒業論文のテーマは「1950年代のアメリカSF小説」。当時はほとんど未訳であったロバート・A・ハインライン、レイ・ブラッドベリ、フレドリック・ブラウン、シオドア・スタージョン等の作品を論じた。
業界内では、奇妙なギャグを考える才能を評価されていた。非日常ものが得意であったほか、原作がある作品の換骨奪胎も高く評価されていた。
交友があった脚本家の雪室俊一によると、原稿はペンが折れそうな勢いの筆圧で書かれ作家の熱気がそのまま伝わってくるようなもので、たいていの場合は予定枚数をオーバーし演出家がカットに四苦八苦していたという。また、一つの仕事に集中するタイプで、ワイドショーの仕事をしてる間にアニメの仕事から離れた山崎を雪室は「不器用な彼は二足のワラジが履けなかった」と回想している。
『ルパン三世』シリーズでは「TV第1シリーズ」および「TV第2シリーズ」に参加し、共に第一話の脚本を手掛けた。山崎は後年、『ルパン三世』について「少年週刊誌と異なり、わけがわからないのに面白い」と評しており「雰囲気はチャーリー・パーカーのジャズに似ていますね。彼が麻薬を飲みながら演奏したときの、あの鬼気迫る雰囲気を持っているんですよ」と語るほか、「最初は（作者の）モンキー・パンチさんが麻薬を飲みながら描いていると思った」と冗談交じりに話している。
1995年の地下鉄サリン事件直後、事件の参考試写で『殺人狂時代』を観た公安警察がその内容を不審がり、脚本を務めた山崎の元を訪ねて来たことがあったという。
雪室は後年に山崎を「若いライターに負けない実力があるのに、歳を取ったというだけで仕事に恵まれず、ひっそりと世を去った」と評している。

## 脚本

### 実写映画
- 俺の血が騒ぐ　 　監督：山崎徳次郎 (1961)　 原案
- 天に代りて不義を討つ　 　 監督：吉村廉  (1961) 　原作
- 明日が私に微笑みかける（松岡清治と共同）　 監督：山内亮一 （1961）
- 黒いダイス（池田一朗と共同）　 監督：牛原陽一 （1962）
- かっこいい若者たち（池田一朗と共同）　 監督：弓削太郎  (1962)
- 危いことなら銭になる（池田一朗と共同）　 監督：中平康 （1962）
- 野獣の青春（池田一朗と共同）　 監督：鈴木清順（1962）
- サラリーマン物語　勝ってくるぞと勇ましく 　監督：吉村廉  (1963)　 原作
- 黒い賭博師 悪魔の左手（小川英と共同）　 監督：中平康（1966）
- 殺人狂時代（小川英と共同）　　監督：岡本喜八（1967）
- 主婦の体験レポート 続おんなの四畳半（松岡清治と共同）　監督：武田一成（1975）
- トルコ風呂（秘）外伝 尼僧極楽（松岡清治と共同）　 監督：白鳥信一（1975）
- あさりちゃん　愛のメルヘン少女　　監督：葛西治（1982）

### アニメーション
- 長靴をはいた猫 80日間世界一周（城悠輔と共同） 監督：設楽博（1976）

### テレビドラマ
- ママと四人のボーイフレンド （1964）
- あなたはタバコがやめられる （1964）
- 男ごころ （1965）
- 光速エスパー （1967）
- フラワーアクション009ノ1 （1969）
- 俺は透明人間!（1970）
- スーパースター8 逃げろ! （1972）
- 恐怖劇場アンバランス （1973）
  - 第5話「死骸を呼ぶ女」　監督：神代辰巳
- あなたの町（少年ドラマシリーズ）（1973）

### テレビアニメ・人形劇
- ハリスの旋風 （1966）
- ドンキッコ （1967）
- 巨人の星 （1968）
- アニマル1 （1968）
- あかねちゃん （1968）
- 夕やけ番長 （1968）
- ひみつのアッコちゃん （1969）
- もーれつア太郎 （1969）
- 男一匹ガキ大将 （1969）
- ムーミン （1969）[8]
- あしたのジョー （1970）
- ネコジャラ市の11人 （1970）
- 赤き血のイレブン （1970）
- 男ドアホウ!甲子園 （1970）
- 魔法のマコちゃん （1970）
- アンデルセン物語 （1971）
- さすらいの太陽 （1971）
- さるとびエッちゃん （1971）
- ルパン三世 (TV第1シリーズ) （1971）[9]　監督：大隅正秋
- 新ムーミン （1972）
- デビルマン （1972）[10]
- ドロロンえん魔くん （1973）[11]
- 世界名作童話 まんがシリーズ （1975）[12]
- 一休さん （1975‐1977）
- 恐竜探険隊ボーンフリー （1976）
- ルパン三世 (TV第2シリーズ) （1977‐1979）[13]　監督：御厨恭輔、鈴木清順
- 闇の帝王 吸血鬼ドラキュラ （1980）
- あさりちゃん （1982）
- ベムベムハンターこてんぐテン丸 （1983）
- 聖闘士星矢 （1986）
- キテレツ大百科 （1988）
- 闘将!!拉麵男 （1988）
- 桃太郎伝説 PEACHBOY LEGEND （1989）
- おばけのホーリー （1991）
- 緊急発進セイバーキッズ （1991‐1992）[14]

## 著書
- 『悪魔がねらっている』朝日ソノラマ「サンヤングシリーズ」No.30, 1971.03.15
- 『日活アクション無頼帖』高崎俊夫編 ワイズ出版, 2007.9